# UFC 318
UFC 318: Holloway vs. Poirier 3 foi um evento de artes marciais mistas organizado pelo Ultimate Fighting Championship  que aconteceu em 19 de julho de 2025, no Smoothie King Center, em Nova Orleans, Louisiana, Estados Unidos.

## Contexto
O evento marcou a sexta visita do UFC a Nova Orleans e a primeira desde o UFC Fight Night: Boetsch vs. Henderson, realizado em junho de 2015.
Na luta principal, o ex-campeão peso-pena do UFC Max Holloway colocou em jogo seu título simbólico de "BMF" (baddest motherfucker) em um confronto no peso-leve contra o ex-campeão interino dos leves Dustin Poirier. Esta foi a terceira vez que os dois se enfrentaram, e marcou a luta de despedida da carreira de Poirier. O primeiro encontro entre os dois ocorreu no UFC 143, em fevereiro de 2012, quando Holloway fazia sua estreia na organização e foi derrotado por finalização com um triângulo com chave de braço. Já a revanche aconteceu em abril de 2019, no UFC 236, quando Poirier se sagrou campeão interino dos leves ao vencer por decisão unânime, encerrando a sequência de 13 vitórias consecutivas de Holloway.
Uma luta no peso-médio entre o ex-desafiante ao cinturão dos médios do UFC Marvin Vettori e o ex-campeão do LFA Brendan Allen aconteceu no evento. O confronto já havia sido agendado anteriormente como luta principal do UFC Fight Night: Allen vs. Curtis 2, em abril de 2024, mas foi cancelado após Vettori se retirar devido a uma lesão.
Uma luta no peso-meio-médio entre Islam Dulatov e Adam Fugitt aconteceu no evento. O confronto já havia sido agendado anteriormente para o UFC Fight Night: Cejudo vs. Song, em fevereiro de 2025, mas foi cancelado após Dulatov ser forçado a se retirar devido a uma lesão grave.
Uma luta no peso meio-médio entre Neil Magny e Gunnar Nelson estava agendada para este evento. Eles estavam previamente agendados para se enfrentar em maio de 2018 no UFC Fight Night: Thompson vs. Till, mas Nelson foi forçado a se retirar devido a uma lesão no joelho. Por sua vez, duas semanas antes do evento atual, foi relatado que Nelson se retirou novamente, desta vez por uma lesão no tendão da coxa. Como resultado, o combate foi cancelado e Magny foi remanejado para o UFC on ESPN: Albazi vs. Taira duas semanas depois, contra um adversário diferente.
Uma luta no peso meio-pesado entre Jimmy Crute e Marcin Prachnio aconteceu no evento. Os dois estavam originalmente programados para se enfrentar em fevereiro, no UFC 312, mas o confronto foi cancelado após Prachnio se retirar por motivos não revelados.
Uma luta no peso-médio entre Ateba Abega Gautier e Robert Valentin aconteceu neste evento. Eles chegaram a ser agendados para se enfrentarem no UFC on ESPN: Lewis vs. Teixeira uma semana antes, mas o confronto foi movido para este evento por razões desconhecidas.
Uma luta no peso-palha feminino entre as brasileiras Amanda Ribas e Tabatha Ricci foi originalmente agendada para este evento. No entanto, o combate foi remarcado para o UFC on ABC: Whittaker vs. de Ridder, uma semana depois, por motivos não revelados.
Uma luta no peso-médio entre o ex-desafiante ao cinturão Paulo Costa e Roman Kopylov estava originalmente programada para o UFC 317. No entanto, o combate foi transferido para este evento devido ao Costa ter contraido uma virose.
Kevin Holland e Daniel Rodriguez se enfrentaram no peso-meio-médio neste evento. A luta foi inicialmente marcada para o UFC Fight Night: Woodley vs. Burns, em maio de 2020, mas Holland se retirou devido a uma lesão. Os dois foram novamente esperados para se enfrentar em setembro de 2022, no UFC 279, em um combate em peso casado (180 libras). No entanto, a organização optou por remanejá-los para novos adversários de última hora, após Khamzat Chimaev não bater o peso para a luta principal, excedendo o limite em quase 10 libras. Holland acabou enfrentando Chimaev no co-main event da mesma noite.
Uma luta no peso-médio entre Ikram Aliskerov e o brasileiro Brunno Ferreira estava programada para este evento. No entanto, em 30 de junho, Aliskerov se retirou do combate devido a uma fratura no dedo do pé, e foi substituído pelo estreante na organização Jackson McVey.

## Resultados
1. ↑  Pelo cinturão simbólico "BMF".

## Prêmios de bônus
Os seguintes lutadores receberam bônus de US$ 50.000.
- Luta da Noite: Brendan Allen vs. Marvin Vettori
- Performance da Noite: Ateba Abega Gautier, Islam Dulatov, e Carli Judice